# Lista de deputados de Portugal (XIII Legislatura)

Bandeira oficial da Assembleia da República Portuguesa.

Esta é uma lista dos deputados à Assembleia da República de Portugal, durante a XIII Legislatura da Terceira República Portuguesa (2015–2019), ordenados por ordem de eleição em cada círculo eleitoral.
A vermelho, encontram-se as entradas que dizem respeito a deputados que cessaram funções durante a legislatura. A azul, a entrada correspondente ao Presidente da Assembleia da República. A verde azeitona, os líderes nacionais de cada partido. Os deputados estão apresentados seguindo a ordem da lista de candidatos em cada círculo eleitoral.
O início oficial da XIII legislatura teve lugar no dia 23 de outubro de 2015, com a eleição de Eduardo Ferro Rodrigues para Presidente da Assembleia da República.

## Deputados da XIII Legislatura da Terceira República Portuguesa (2015-2019)

### PPD/PSD - Grupo Parlamentar do Partido Social Democrata (89 deputados)
| |                                                       |                                             |                                                       |                                                             |         |                           |
| Deputado (Nascimento–Morte) | Retrato                                               | Início do mandato                           | Fim do mandato                                        | Comissões Parlamentares                                     | Partido | Partido                   |
| Grupo Parlamentar PPD/PSD |                                                       |                                             |                                                       |                                                             |         |                           |
| Açores (2) |                                                       |                                             |                                                       |                                                             |         |                           |
| Berta Maria Correia de Almeida de Melo Cabral (1952–) |                                                       | 30 de outubro de 2015                       | 24 de outubro de 2019                                 | CNECP (suplente) CAE (suplente) CAOTDPLH                    |         | Social Democrata          |
| António Lima Cardoso Ventura (1968–) |                                                       | 23 de outubro de 2015                       | 24 de outubro de 2019                                 | CNECP (suplente) CAE (suplente) COFMA CAM                   |         | Social Democrata          |
| Rosa Maria Brasil Dart (1975–) Efetiva Temporária (em substituição de Berta Cabral, membro do XIX Governo) |                                                       | 23 de outubro de 2015                       | 30 de outubro de 2015                                 | ——                                                          |         | Social Democrata          |
| Aveiro (8) |                                                       |                                             |                                                       |                                                             |         |                           |
| Luís Filipe Montenegro Cardoso de Morais Esteves (1973–) Líder do Grupo Parlamentar do PSD entre 30.06.2011 e 19.07.2017 |                                                       | 23 de outubro de 2015                       | 6 de abril de 2018 (renunciou ao mandato)             | CACDLG (suplente) CDN (suplente)                            |         | Social Democrata          |
| António André da Silva Topa (1954–2021) |                                                       | 23 de outubro de 2015                       | 24 de outubro de 2019                                 | CEIOP CS (suplente)                                         |         | Social Democrata          |
| Regina Maria Pinto da Fonseca Ramos Bastos (1960–) |                                                       | 23 de outubro de 2015                       | 24 de outubro de 2019                                 | CAE (presidente) CS (suplente)                              |         | Social Democrata          |
| Ulisses Manuel Brandão Pereira (1954–) |                                                       | 23 de outubro de 2015                       | 24 de outubro de 2019                                 | COFMA (suplente) CAM                                        |         | Social Democrata          |
| Helga Alexandra Freire Correia (1977–) |                                                       | 23 de outubro de 2015                       | 24 de outubro de 2019                                 | CEIOP CTSS (suplente) CCCJD                                 |         | Social Democrata          |
| Amadeu Albertino Marques Soares Albergaria (1977–) |                                                       | 23 de outubro de 2015                       | 24 de outubro de 2019                                 | CACDLG (suplente) CEC (suplente) CCCJD                      |         | Social Democrata          |
| Susana Maria de Oliveira Lamas (1968–) |                                                       | 23 de outubro de 2015                       | 24 de outubro de 2019                                 | CTSS CCCJD                                                  |         | Social Democrata          |
| Bruno Manuel Pereira Coimbra (1981–) |                                                       | 23 de outubro de 2015                       | 24 de outubro de 2019                                 | CEIOP (suplente) CEC (suplente) CAOTDPLH                    |         | Social Democrata          |
| Rui Miguel Rocha da Cruz (1971–) Efetivo Definitivo (substituiu Luís Montenegro, que renunciou ao mandato) |                                                       | 6 de abril de 2018                          | 24 de outubro de 2019                                 | CACDLG (suplente) CTSS (suplente)                           |         | Social Democrata          |
| Beja (1) |                                                       |                                             |                                                       |                                                             |         |                           |
| Nilza Marília Mouzinho de Sena (1976–) |                                                       | 23 de outubro de 2015                       | 24 de outubro de 2019                                 | CEC CTSS (suplente)                                         |         | Social Democrata          |
| Braga (8) |                                                       |                                             |                                                       |                                                             |         |                           |
| Jorge Manuel Lopes Moreira da Silva (1971–) |                                                       | 27 de novembro de 2015                      | 1 de novembro de 2016 (renunciou ao mandato)          | CNECP CAE (suplente)                                        |         | Social Democrata          |
| Fernando Mimoso Negrão (1955–) Líder do Grupo Parlamentar do PSD a partir de 23.02.2018 |                                                       | 23 de outubro de 2015                       | 30 de outubro de 2015 (tomou posse no XX Governo)     | CACDLG (suplente)                                           |         | Social Democrata          |
| Fernando Mimoso Negrão (1955–) Líder do Grupo Parlamentar do PSD a partir de 23.02.2018 | 27 de novembro de 2015 (cessou funções no XX Governo) | 24 de outubro de 2019                       |                                                       | CACDLG (suplente)                                           |         | Social Democrata          |
| Maria Clara Gonçalves Marques Mendes (1970–) |                                                       | 23 de outubro de 2015                       | 24 de outubro de 2019                                 | CACDLG (suplente) CTSS                                      |         | Social Democrata          |
| Hugo Alexandre Lopes Soares (1983–) Líder do Grupo Parlamentar do PSD entre 19.07.2017 e 23.02.2018 |                                                       | 23 de outubro de 2015                       | 24 de outubro de 2019                                 | CACDLG (suplente) CDN (suplente)                            |         | Social Democrata          |
| Laura Patrícia de Sousa Monteiro Magalhães (1988–) |                                                       | 23 de outubro de 2015                       | 24 de outubro de 2019                                 | CEC CS (suplente) CTSS (suplente)                           |         | Social Democrata          |
| Emídio Guerreiro (1965–) |                                                       | 27 de novembro de 2015                      | 24 de outubro de 2019                                 | CEIOP CCCJD (suplente)                                      |         | Social Democrata          |
| Jorge Paulo da Silva Oliveira (1965–) |                                                       | 23 de outubro de 2015                       | 24 de outubro de 2019                                 | COFMA (suplente) CAM (suplente) CAOTDPLH (coordenador PSD)  |         | Social Democrata          |
| Joel Miranda Fernandes Sá (1975–) |                                                       | 23 de outubro de 2015                       | 24 de outubro de 2019                                 | CEIOP CAM (suplente) CCCJD                                  |         | Social Democrata          |
| Rui Manuel Ferreira da Silva (1965–) |                                                       | 23 de outubro de 2015                       | 27 de novembro de 2015                                | CNECP CDN CAE (suplente) CEC (suplente) CAOTDPLH (suplente) |         | Social Democrata          |
| Rui Manuel Ferreira da Silva (1965–) | 1 de novembro de 2016                                 | 24 de outubro de 2019                       |                                                       | CNECP CDN CAE (suplente) CEC (suplente) CAOTDPLH (suplente) |         | Social Democrata          |
| Maria Celeste Vilela Fernandes Cardoso (1965–) Efetiva Temporária (em substituição de Emídio Guerreiro, membro do XIX e XX Governos) |                                                       | 23 de outubro de 2015                       | 27 de novembro de 2015                                | CS CAOTDPLH CCCJD                                           |         | Social Democrata          |
| Miguel Adelino Pereira Peixoto (1985–) Efetivo Temporário (em substituição de Fernando Negrão, membro do XX Governo) |                                                       | 30 de outubro de 2015                       | 27 de novembro de 2015                                | CDN CEIOP CAM CCCJD                                         |         | Social Democrata          |
| Bragança (2) |                                                       |                                             |                                                       |                                                             |         |                           |
| Adão José Fonseca Silva (1957–) |                                                       | 23 de outubro de 2015                       | 24 de outubro de 2019                                 | CNECP (suplente) CS (suplente) CTSS                         |         | Social Democrata          |
| José Maria Lopes Silvano (1957–) |                                                       | 23 de outubro de 2015                       | 24 de outubro de 2019                                 | CACDLG CTSS (suplente)                                      |         | Social Democrata          |
| Castelo Branco (2) |                                                       |                                             |                                                       |                                                             |         |                           |
| Manuel Joaquim Barata Frexes (1956–) |                                                       | 23 de outubro de 2015                       | 24 de outubro de 2019                                 | CAE (suplente) CAOTDPLH                                     |         | Social Democrata          |
| Álvaro Manuel Reis Batista (1959–) |                                                       | 23 de outubro de 2015                       | 24 de outubro de 2019                                 | CAM CEC CTSS (suplente)                                     |         | Social Democrata          |
| Coimbra (4) |                                                       |                                             |                                                       |                                                             |         |                           |
| Margarida Isabel Mano Tavares Simões Lopes (1963–) |                                                       | 23 de outubro de 2015                       | 30 de outubro de 2015 (tomou posse no XX Governo)     | COFMA (suplente) CEC CCCJD (suplente)                       |         | Independente pelo PPD/PSD |
| Margarida Isabel Mano Tavares Simões Lopes (1963–) | 27 de novembro de 2015 (cessou funções no XX Governo) | 24 de outubro de 2019                       |                                                       | COFMA (suplente) CEC CCCJD (suplente)                       |         | Independente pelo PPD/PSD |
| Manuel Luís Marrecas Ferreira Rodrigues (1980–) |                                                       | 27 de novembro de 2015                      | 20 de março de 2017 (renunciou ao mandato)            | CAE CTSS (suplente)                                         |         | Social Democrata          |
| Maurício Teixeira Marques (1958–) |                                                       | 23 de outubro de 2015                       | 24 de outubro de 2019                                 | CAM CAOTDPLH                                                |         | Social Democrata          |
| Maria de Fátima Simões Ramos do Vale Ferreira (1962–) |                                                       | 23 de outubro de 2015                       | 24 de outubro de 2019                                 | CNECP (suplente) CEIOP CS                                   |         | Social Democrata          |
| Nuno Miguel Pestana Chaves e Castro da Encarnação (1972–) Efetivo Temporário (em substituição de Manuel Rodrigues, membro do XIX e XX Governos) |                                                       | 23 de outubro de 2015                       | 27 de novembro de 2015                                | CEIOP CCCJD                                                 |         | Social Democrata          |
| Ana Elisabete Laborda Oliveira (1984–) |                                                       | 30 de outubro de 2015                       | 27 de novembro de 2015                                | CEC (2015) CAE (2017) CS (suplente)                         |         | Social Democrata          |
| Ana Elisabete Laborda Oliveira (1984–) | 20 de março de 2017                                   | 24 de outubro de 2019                       |                                                       | CEC (2015) CAE (2017) CS (suplente)                         |         | Social Democrata          |
| Europa (1) |                                                       |                                             |                                                       |                                                             |         |                           |
| Carlos Alberto Silva Gonçalves (1961–) |                                                       | 23 de outubro de 2015                       | 24 de outubro de 2019                                 | CNECP CAE (coordenador PSD)                                 |         | Social Democrata          |
| Évora (1) |                                                       |                                             |                                                       |                                                             |         |                           |
| António Francisco Costa da Silva (1968–) |                                                       | 23 de outubro de 2015                       | 24 de outubro de 2019                                 | CAE CEIOP (suplente) CAOTDPLH                               |         | Social Democrata          |
| Faro (2) |                                                       |                                             |                                                       |                                                             |         |                           |
| José Carlos Costa Barros (1963–) |                                                       | 23 de outubro de 2015                       | 24 de outubro de 2019                                 | CAM (suplente) CAOTDPLH (suplente) CCCJD (coordenador PSD)  |         | Independente pelo PPD/PSD |
| Cristóvão Duarte Nunes Guerreiro Norte (1976–) |                                                       | 23 de outubro de 2015                       | 24 de outubro de 2019                                 | COFMA CEIOP CAM                                             |         | Social Democrata          |
| Fora da Europa (2) |                                                       |                                             |                                                       |                                                             |         |                           |
| José de Almeida Cesário (1958–) |                                                       | 27 de novembro de 2015                      | 24 de outubro de 2019                                 | CNECP (coordenador PSD) CEC (suplente)                      |         | Social Democrata          |
| Carlos António Páscoa Gonçalves (1952–) |                                                       | 23 de outubro de 2015                       | 24 de outubro de 2019                                 | CNECP                                                       |         | Social Democrata          |
| Maria João Machado de Ávila (1956–) Efetiva Temporária (em substituição de José Cesário, membro do XIX e XX Governos) |                                                       | 23 de outubro de 2015                       | 27 de novembro de 2015                                | CNECP CCCJD                                                 |         | Social Democrata          |
| Guarda (2) |                                                       |                                             |                                                       |                                                             |         |                           |
| António Carlos Sousa Gomes da Silva Peixoto (1968–) |                                                       | 23 de outubro de 2015                       | 24 de outubro de 2019                                 | CACDLG CDN (suplente)                                       |         | Social Democrata          |
| Ângela Maria Pinheiro Branquinho Guerra (1973–) |                                                       | 23 de outubro de 2015                       | 24 de outubro de 2019                                 | CNECP CS CAOTDPLH (suplente)                                |         | Social Democrata          |
| Leiria (5) |                                                       |                                             |                                                       |                                                             |         |                           |
| Maria Teresa da Silva Morais (1959–) |                                                       | 27 de novembro de 2015                      | 24 de outubro de 2019                                 | CACDLG CDN (suplente)                                       |         | Social Democrata          |
| Feliciano José Barreiras Duarte (1966–) |                                                       | 23 de outubro de 2015                       | 24 de outubro de 2019                                 | CAE (suplente) CTSS (presidente)                            |         | Social Democrata          |
| Pedro Alexandre Antunes Faustino Pimpão dos Santos (1980–) |                                                       | 23 de outubro de 2015                       | 24 de outubro de 2019                                 | CEC (coordenador PSD) CCCJD (suplente)                      |         | Social Democrata          |
| Ana Margarida Balseiro de Sousa Lopes (1989–) |                                                       | 23 de outubro de 2015                       | 24 de outubro de 2019                                 | COFMA (suplente) CEC (suplente) CCCJD                       |         | Social Democrata          |
| José António de Sousa e Silva (1955–) |                                                       | 23 de outubro de 2015                       | 24 de outubro de 2019                                 | CS CTSS (suplente)                                          |         | Social Democrata          |
| Maria da Conceição Feliciano Antunes Bretts Jardim Pereira (1950–) Efetiva Temporária (em substituição de Teresa Morais, membro do XIX e XX Governos) |                                                       | 23 de outubro de 2015                       | 27 de novembro de 2015                                | CS CCCJD                                                    |         | Social Democrata          |
| Lisboa (13) |                                                       |                                             |                                                       |                                                             |         |                           |
| Pedro Manuel Mamede Passos Coelho (1964–) |                                                       | 27 de novembro de 2015                      | 1 de março de 2018 (renunciou ao mandato)             | ——                                                          |         | Social Democrata          |
| Paula Maria von Hafe Teixeira da Cruz (1960–) |                                                       | 30 de outubro de 2015                       | 24 de outubro de 2019                                 | CACDLG (suplente) CNECP                                     |         | Social Democrata          |
| Luís Maria de Barros Serra Marques Guedes (1957–) |                                                       | 27 de novembro de 2015                      | 24 de outubro de 2019                                 | CACDLG CCCJD (suplente)                                     |         | Social Democrata          |
| José Manuel de Matos Correia (1963–) Vice-Presidente da Assembleia da República |                                                       | 23 de outubro de 2015                       | 24 de outubro de 2019                                 | CDN                                                         |         | Social Democrata          |
| José Manuel Marques de Matos Rosa (1959–) |                                                       | 23 de outubro de 2015                       | 24 de outubro de 2019                                 | CDN (suplente) COFMA (suplente) CS (presidente)             |         | Social Democrata          |
| Pedro Augusto Cunha Pinto (1956–) |                                                       | 23 de outubro de 2015                       | 24 de outubro de 2019                                 | COFMA (suplente) CEIOP (suplente)                           |         | Social Democrata          |
| Sandra Cristina de Sequeiros Pereira (1974–) |                                                       | 23 de outubro de 2015                       | 24 de outubro de 2019                                 | CACDLG CS (suplente) CTSS CAOTDPLH (suplente)               |         | Social Democrata          |
| Sérgio Sousa Lopes Freire de Azevedo (1981–) |                                                       | 23 de outubro de 2015                       | 24 de outubro de 2019                                 | CNECP CDN                                                   |         | Social Democrata          |
| António Pedro Roque da Visitação Oliveira (1963–) |                                                       | 23 de outubro de 2015                       | 24 de outubro de 2019                                 | CDN (coordenador PSD) CTSS                                  |         | Social Democrata          |
| Duarte Rogério Matos Ventura Pacheco (1965–) |                                                       | 23 de outubro de 2015                       | 24 de outubro de 2019                                 | COFMA (coordenador PSD)                                     |         | Social Democrata          |
| Odete Maria Loureiro da Silva (1971–2016) |                                                       | 23 de outubro de 2015                       | 10 de março de 2016 (faleceu)                         | CEIOP CAM CS CAOTDPLH                                       |         | Social Democrata          |
| Carlos Manuel dos Santos Batista da Silva (1964–) |                                                       | 23 de outubro de 2015                       | 24 de outubro de 2019                                 | COFMA CEIOP CCCJD (suplente)                                |         | Social Democrata          |
| Joana Catarina Barata Reis Lopes (1985–) |                                                       | 23 de outubro de 2015                       | 24 de outubro de 2019                                 | CEC (suplente) CTSS                                         |         | Social Democrata          |
| Ricardo Augustus Guerreiro Baptista Leite (1980–) |                                                       | 23 de outubro de 2015                       | 27 de novembro de 2015                                | CNECP CS (coordenador PSD)                                  |         | Social Democrata          |
| Ricardo Augustus Guerreiro Baptista Leite (1980–) | 10 de março de 2016                                   | 24 de outubro de 2019                       |                                                       | CNECP CS (coordenador PSD)                                  |         | Social Democrata          |
| Ana Sofia Fernandes Bettencourt (1972–) |                                                       | 23 de outubro de 2015                       | 27 de novembro de 2015                                | CEC CCCJD                                                   |         | Social Democrata          |
| Ana Sofia Fernandes Bettencourt (1972–) | 1 de março de 2018                                    | 24 de outubro de 2019                       | CAE (suplente) CEC CCCJD (suplente)                   |                                                             |         | Social Democrata          |
| Armando Agria Cardoso Soares (1977–) Efetivo Temporário (em substituição de Paula Teixeira da Cruz, membro do XIX Governo) |                                                       | 23 de outubro de 2015                       | 30 de outubro de 2015                                 | ——                                                          |         | Social Democrata          |
| Madeira (3) |                                                       |                                             |                                                       |                                                             |         |                           |
| Sara Martins Marques dos Santos Madruga da Costa (1978–) |                                                       | 23 de outubro de 2015                       | 24 de outubro de 2019                                 | CACDLG COFMA CS (suplente) CCCJD                            |         | Social Democrata          |
| Rubina Everlien Berardo (1982–) |                                                       | 23 de outubro de 2015                       | 24 de outubro de 2019                                 | CNECP (suplente) CAE CAM (suplente)                         |         | Social Democrata          |
| Paulo Alexandre de Sousa Neves (1967–) |                                                       | 23 de outubro de 2015                       | 24 de outubro de 2019                                 | CNECP CEIOP (suplente)                                      |         | Social Democrata          |
| Portalegre (1) |                                                       |                                             |                                                       |                                                             |         |                           |
| Cristóvão da Conceição Ventura Crespo (1958–) |                                                       | 23 de outubro de 2015                       | 24 de outubro de 2019                                 | COFMA CAM (suplente)                                        |         | Social Democrata          |
| Porto (14) |                                                       |                                             |                                                       |                                                             |         |                           |
| José Pedro Correia de Aguiar Branco (1957–) |                                                       | 27 de novembro de 2015                      | 1 de fevereiro de 2019 (renunciou ao mandato)         | CACDLG (suplente)                                           |         | Social Democrata          |
| Marco António Ribeiro dos Santos Costa (1967–) |                                                       | 23 de outubro de 2015                       | 24 de outubro de 2019                                 | CDN (presidente)                                            |         | Social Democrata          |
| Emília de Fátima Moreira dos Santos (1972–) |                                                       | 23 de outubro de 2015                       | 24 de outubro de 2019                                 | CS (suplente) CAOTDPLH (suplente)                           |         | Social Democrata          |
| Fernando Virgílio Cabral da Cruz Macedo (1965–) |                                                       | 23 de outubro de 2015                       | 30 de outubro de 2015 (tomou posse no XX Governo)     | CAE (suplente) COFMA (suplente) CEIOP                       |         | Social Democrata          |
| Fernando Virgílio Cabral da Cruz Macedo (1965–) | 27 de novembro de 2015 (cessou funções no XX Governo) | 24 de outubro de 2019                       |                                                       | CAE (suplente) COFMA (suplente) CEIOP                       |         | Social Democrata          |
| Maria Germana de Sousa Rocha (1968–) |                                                       | 23 de outubro de 2015                       | 24 de outubro de 2019                                 | CACDLG (suplente) CEC CTSS (suplente) CAOTDPLH              |         | Social Democrata          |
| Carlos Henrique da Costa Neves (1954–) |                                                       | 23 de outubro de 2015                       | 30 de outubro de 2015 (tomou posse no XX Governo)     | CDN CAE                                                     |         | Social Democrata          |
| Carlos Henrique da Costa Neves (1954–) | 27 de novembro de 2015 (cessou funções no XX Governo) | 1 de outubro de 2018 (renunciou ao mandato) |                                                       | CDN CAE                                                     |         | Social Democrata          |
| Paulo Miguel da Silva Santos (1971–) |                                                       | 23 de outubro de 2015                       | 24 de outubro de 2019                                 | CDN (suplente) CS                                           |         | Social Democrata          |
| Cristóvão Simão Oliveira de Ribeiro (1986–) |                                                       | 23 de outubro de 2015                       | 24 de outubro de 2019                                 | CS CAOTDPLH (suplente)                                      |         | Social Democrata          |
| Firmino Jorge Anjos Pereira (1962–) |                                                       | 23 de outubro de 2015                       | 24 de outubro de 2019                                 | CDN CCCJD (suplente)                                        |         | Social Democrata          |
| Andreia Carina Machado da Silva Neto (1980–) |                                                       | 23 de outubro de 2015                       | 24 de outubro de 2019                                 | CACDLG (coordenadora PSD) CCCJD (suplente)                  |         | Social Democrata          |
| Miguel Ferreira Morgado (1974–) |                                                       | 23 de outubro de 2015                       | 24 de outubro de 2019                                 | CAE                                                         |         | Social Democrata          |
| Carla Maria Gomes Barros (1980–) |                                                       | 23 de outubro de 2015                       | 24 de outubro de 2019                                 | CEIOP (suplente) CAM (suplente) CTSS                        |         | Social Democrata          |
| Paulo César Rios de Oliveira (1965–) |                                                       | 23 de outubro de 2015                       | 24 de outubro de 2019                                 | CNECP (suplente) CEIOP (coordenador PSD)                    |         | Social Democrata          |
| Fernando Luís de Sousa Machado Soares Vales (1979–) |                                                       | 23 de outubro de 2015                       | 24 de outubro de 2019                                 | CDN (suplente) CEIOP (suplente) CS                          |         | Social Democrata          |
| Maria Teresa Ribeiro Candeias (1973–) (Efetiva Temporária; em substituição de José Pedro Aguiar Branco, membro do XIX e XX Governos) |                                                       | 23 de outubro de 2015                       | 27 de novembro de 2015                                | COFMA CEIOP                                                 |         | Social Democrata          |
| Leonel Fernando Pinto Coelho da Costa (1981–) |                                                       | 30 de outubro de 2015                       | 27 de novembro de 2015                                | CAE CCCJD                                                   |         | Social Democrata          |
| Leonel Fernando Pinto Coelho da Costa (1981–) | 1 de outubro de 2018                                  | 24 de outubro de 2019                       | CDN COFMA CCCJD (suplente)                            |                                                             |         | Social Democrata          |
| Maria da Conceição Alves dos Santos Bessa Ruão Pinto (1954–) |                                                       | 30 de outubro de 2015                       | 27 de novembro de 2015                                | CACDLG CNECP COFMA                                          |         | Social Democrata          |
| Maria da Conceição Alves dos Santos Bessa Ruão Pinto (1954–) | 1 de fevereiro de 2019                                | 24 de outubro de 2019                       | CDN (suplente) COFMA (suplente)                       |                                                             |         | Social Democrata          |
| Santarém (3) |                                                       |                                             |                                                       |                                                             |         |                           |
| Teresa de Andrade Leal Coelho (1961–) |                                                       | 23 de outubro de 2015                       | 24 de outubro de 2019                                 | CACDLG (suplente) CAE (suplente) COFMA (presidente)         |         | Social Democrata          |
| Nuno Rafael Marona de Carvalho Serra (1973–) |                                                       | 23 de outubro de 2015                       | 24 de outubro de 2019                                 | CEIOP (suplente) CAM                                        |         | Social Democrata          |
| Duarte Filipe Baptista de Matos Marques (1981–) |                                                       | 23 de outubro de 2015                       | 28 de dezembro de 2018                                | CNECP (suplente) CAE CEC (suplente)                         |         | Social Democrata          |
| Duarte Filipe Baptista de Matos Marques (1981–) | 11 de fevereiro de 2019                               | 24 de outubro de 2019                       | CACDLG (suplente) CNECP (suplente) CAE CEC (suplente) |                                                             |         | Social Democrata          |
| João Manuel Moura Rodrigues (1971–) (Efetivo Temporário; durante a suspensão de mandato de Duarte Marques) |                                                       | 28 de dezembro de 2018                      | 11 de fevereiro de 2019                               | CACDLG (suplente) CAE                                       |         | Social Democrata          |
| Setúbal (4) |                                                       |                                             |                                                       |                                                             |         |                           |
| Maria Luís Casanova Morgado Dias de Albuquerque (1967–) |                                                       | 27 de novembro de 2015                      | 24 de outubro de 2019                                 | CAE                                                         |         | Social Democrata          |
| Bruno Jorge Viegas Vitorino (1971–) |                                                       | 23 de outubro de 2015                       | 24 de outubro de 2019                                 | CDN CAM (suplente) CAOTDPLH (suplente)                      |         | Social Democrata          |
| Maria das Mercês Gomes Borges da Silva Soares (1957–) |                                                       | 23 de outubro de 2015                       | 24 de outubro de 2019                                 | COFMA (suplente) CTSS (coordenadora PSD)                    |         | Social Democrata          |
| Pedro do Ó Barradas de Oliveira Ramos (1974–) |                                                       | 23 de outubro de 2015                       | 30 de outubro de 2015 (tomou posse no XX Governo)     | CAM CCCJD                                                   |         | Social Democrata          |
| Pedro do Ó Barradas de Oliveira Ramos (1974–) | 27 de novembro de 2015 (cessou funções no XX Governo) | 24 de outubro de 2019                       |                                                       | CAM CCCJD                                                   |         | Social Democrata          |
| Paulo Jorge Simões Ribeiro (1969–) (Efetivo Temporário; em substituição de Maria Luís Albuquerque, membro do XIX e XX Governos) |                                                       | 23 de outubro de 2015                       | 27 de novembro de 2015                                | CACDLG CDN                                                  |         | Social Democrata          |
| Sónia dos Reis (1977–) (Efetiva Temporária; em substituição de Pedro do Ó Ramos, membro do XX Governo) |                                                       | 30 de outubro de 2015                       | 27 de novembro de 2015                                | CEC CTSS                                                    |         | Social Democrata          |
| Viana do Castelo (3) |                                                       |                                             |                                                       |                                                             |         |                           |
| Carlos Eduardo Almeida de Abreu Amorim (1963–) |                                                       | 23 de outubro de 2015                       | 24 de outubro de 2019                                 | CACDLG CEC (suplente)                                       |         | Independente pelo PSD     |
| Luís Álvaro Barbosa de Campos Ferreira (1961–) |                                                       | 27 de novembro de 2015                      | 1 de janeiro de 2019 (renunciou ao mandato)           | CDN (suplente) CEIOP                                        |         | Social Democrata          |
| Maria Emília e Sousa Cerqueira (1971–) |                                                       | 23 de outubro de 2015                       | 24 de outubro de 2019                                 | CACDLG CAM (suplente) CAOTDPLH                              |         | Social Democrata          |
| António Duarte Teixeira Afonso Rodrigues (1987–) (Efetivo Temporário; em substituição de Luís Campos Ferreira, membro do XIX e XX Governos) |                                                       | 23 de outubro de 2015                       | 27 de novembro de 2015                                | CDN CEIOP CEC CS                                            |         | Social Democrata          |
| Liliana Sofia Bouça da Silva (1978–) (Efetiva Definitiva; substituiu Luís Campos Ferreira, que renunciou ao mandato) |                                                       | 1 de janeiro de 2019                        | 24 de outubro de 2019                                 | CDN (suplente) CEIOP (suplente) CEC (suplente) CCCJD        |         | Social Democrata          |
| Vila Real (3) |                                                       |                                             |                                                       |                                                             |         |                           |
| Luís Manuel Morais Leite Ramos (1961–) |                                                       | 23 de outubro de 2015                       | 24 de outubro de 2019                                 | CAE (suplente) CEIOP (suplente)                             |         | Social Democrata          |
| Luís Pedro Machado Sampaio de Sousa Pimentel (1970–) |                                                       | 23 de outubro de 2015                       | 24 de outubro de 2019                                 | CDN CAM                                                     |         | Social Democrata          |
| Maria Manuela Pereira Tender (1971–) |                                                       | 23 de outubro de 2015                       | 24 de outubro de 2019                                 | CNECP (suplente) CAM (suplente) CEC CS (suplente)           |         | Social Democrata          |
| Viseu (5) |                                                       |                                             |                                                       |                                                             |         |                           |
| António Egrejas Leitão Amaro (1980–) |                                                       | 30 de outubro de 2015                       | 6 de dezembro de 2016                                 | COFMA                                                       |         | Social Democrata          |
| António Egrejas Leitão Amaro (1980–) | 11 de janeiro de 2017                                 | 13 de maio de 2019                          |                                                       | COFMA                                                       |         | Social Democrata          |
| António Egrejas Leitão Amaro (1980–) | 8 de junho de 2019                                    | 24 de outubro de 2019                       |                                                       | COFMA                                                       |         | Social Democrata          |
| Pedro Filipe dos Santos Alves (1972–) |                                                       | 23 de outubro de 2015                       | 24 de outubro de 2019                                 | CNECP (suplente) CEC CTSS (suplente)                        |         | Social Democrata          |
| Inês Carmelo Rosa Calado Lopes Domingos (1977–) |                                                       | 23 de outubro de 2015                       | 24 de outubro de 2019                                 | CAE COFMA                                                   |         | Social Democrata          |
| António José Lima Costa (1964–) |                                                       | 23 de outubro de 2015                       | 24 de outubro de 2019                                 | CAM (coordenador PSD) CAOTDPLH (suplente)                   |         | Social Democrata          |
| Isaura Leonor Marques de Figueiredo Silva Pedro (1957–) |                                                       | 23 de outubro de 2015                       | 24 de outubro de 2019                                 | CS CAOTDPLH (suplente)                                      |         | Social Democrata          |
| Eugénia Maria de Oliveira Duarte (1975–) (Efetiva Temporária; em substituição de António Leitão Amaro, membro do XIX Governo, de 23/10/2015 a 30/10/2015; em substituição de António Leitão Amaro, por licença de paternidade, de 06/12/2016 a 11/01/2017; novamente em substituição de António Leitão Amaro, por licença de paternidade, de 13/05/2019 a 08/06/2019) |                                                       | 23 de outubro de 2015                       | 30 de outubro de 2015                                 | ——                                                          |         | Social Democrata          |
| Eugénia Maria de Oliveira Duarte (1975–) (Efetiva Temporária; em substituição de António Leitão Amaro, membro do XIX Governo, de 23/10/2015 a 30/10/2015; em substituição de António Leitão Amaro, por licença de paternidade, de 06/12/2016 a 11/01/2017; novamente em substituição de António Leitão Amaro, por licença de paternidade, de 13/05/2019 a 08/06/2019) | 6 de dezembro de 2016                                 | 11 de janeiro de 2017                       |                                                       | ——                                                          |         | Social Democrata          |
| Eugénia Maria de Oliveira Duarte (1975–) (Efetiva Temporária; em substituição de António Leitão Amaro, membro do XIX Governo, de 23/10/2015 a 30/10/2015; em substituição de António Leitão Amaro, por licença de paternidade, de 06/12/2016 a 11/01/2017; novamente em substituição de António Leitão Amaro, por licença de paternidade, de 13/05/2019 a 08/06/2019) | 13 de maio de 2019                                    | 8 de junho de 2019                          |                                                       | ——                                                          |         | Social Democrata          |

### PS - Grupo Parlamentar do Partido Socialista (85 deputados)[20]
| |                                                         |                                            |                                                        |                                                                       |         |                      |
| Grupo Parlamentar PS |                                                         |                                            |                                                        |                                                                       |         |                      |
| Deputado (Nascimento–Morte) | Retrato                                                 | Início do mandato                          | Fim do mandato                                         | Comissões Parlamentares                                               | Partido | Partido              |
| Açores (3) |                                                         |                                            |                                                        |                                                                       |         |                      |
| Carlos Manuel Martins do Vale César (1956–) Líder do Grupo Parlamentar do PS |                                                         | 23 de outubro de 2015                      | 24 de outubro de 2019                                  | ——                                                                    |         | Socialista           |
| Lara Fernandes Martinho (1978–) |                                                         | 23 de outubro de 2015                      | 24 de outubro de 2019                                  | CNECP CDN (suplente) CAE CAM (suplente)                               |         | Socialista           |
| João Fernando Brum de Azevedo e Castro (1971–) |                                                         | 23 de outubro de 2015                      | 24 de outubro de 2019                                  | CDN (suplente) CAM (coordenador PS)                                   |         | Socialista           |
| Aveiro (5) |                                                         |                                            |                                                        |                                                                       |         |                      |
| Pedro Nuno de Oliveira Santos (1977–) |                                                         | 23 de outubro de 2015                      | 27 de novembro de 2015 (tomou posse no XXI Governo)    | COFMA CEIOP                                                           |         | Socialista           |
| Fernando António Portela Rocha de Andrade (1971–) |                                                         | 23 de outubro de 2015                      | 27 de novembro de 2015 (tomou posse no XXI Governo)    | CACDLG (suplente) CAE (suplente) COFMA                                |         | Socialista           |
| Fernando António Portela Rocha de Andrade (1971–) | 14 de julho de 2017 (cessou funções no XXI Governo)     | 24 de outubro de 2019                      |                                                        | CACDLG (suplente) CAE (suplente) COFMA                                |         | Socialista           |
| Rosa Maria da Silva Bastos da Horta Albernaz (1947–) |                                                         | 23 de outubro de 2015                      | 19 de dezembro de 2018 (renunciou ao mandato)          | CDN CEIOP (suplente) CAM                                              |         | Socialista           |
| Carlos Filipe de Andrade Neto Brandão (1968–) |                                                         | 23 de outubro de 2015                      | 24 de outubro de 2019                                  | CACDLG (coordenador PS) CDN (suplente) COFMA (suplente)               |         | Socialista           |
| Porfírio Simões de Carvalho e Silva (1961–) |                                                         | 23 de outubro de 2015                      | 24 de outubro de 2019                                  | CNECP CEC (coordenador PS)                                            |         | Socialista           |
| Carla Eliana da Costa Tavares (1977–) (entre 27/11/2015 e 25/11/2016, Efetiva Temporária em substituição de Pedro Nuno Santos, membro do XXI Governo; a partir de 19/12/2018 Efetiva Definitiva, após a renúncia ao mandato de Rosa Maria Bastos Albernaz) |                                                         | 27 de novembro de 2015                     | 8 de junho de 2016                                     | CACDLG (suplente) CAE CTSS                                            |         | Socialista           |
| Carla Eliana da Costa Tavares (1977–) (entre 27/11/2015 e 25/11/2016, Efetiva Temporária em substituição de Pedro Nuno Santos, membro do XXI Governo; a partir de 19/12/2018 Efetiva Definitiva, após a renúncia ao mandato de Rosa Maria Bastos Albernaz) | 25 de novembro de 2016                                  | 24 de outubro de 2019                      |                                                        | CACDLG (suplente) CAE CTSS                                            |         | Socialista           |
| António Alves Cardoso (1953–) |                                                         | 27 de novembro de 2015                     | 14 de julho de 2017                                    | CAE (suplente) CEIOP (suplente) CCCJD                                 |         | Socialista           |
| António Alves Cardoso (1953–) | 19 de dezembro de 2018                                  | 24 de outubro de 2019                      | COFMA (suplente) CCCJD                                 |                                                                       |         | Socialista           |
| Inês Dias Lamego (1986–) (Efetiva Temporária; em substituição de Carla Tavares, durante a suspensão de mandato por licença de maternidade) |                                                         | 8 de junho de 2016                         | 25 de novembro de 2016                                 | CEC (suplente) CTSS                                                   |         | Socialista           |
| Beja (1) |                                                         |                                            |                                                        |                                                                       |         |                      |
| Pedro Nuno Raposo Prazeres do Carmo (1971–) |                                                         | 23 de outubro de 2015                      | 24 de outubro de 2019                                  | CEIOP (suplente) CAM                                                  |         | Socialista           |
| Braga (7) |                                                         |                                            |                                                        |                                                                       |         |                      |
| Manuel de Herédia Caldeira Cabral (1968–) |                                                         | 23 de outubro de 2015                      | 27 de novembro de 2015 (tomou posse no XXI Governo)    | COFMA CEIOP                                                           |         | Independente pelo PS |
| Manuel de Herédia Caldeira Cabral (1968–) | 15 de outubro de 2018 (cessou funções no XXI Governo)   | 17 de junho de 2019 (renunciou ao mandato) | CAE (suplente) COFMA                                   |                                                                       |         | Independente pelo PS |
| Joaquim Barroso de Almeida Barreto (1950–) |                                                         | 23 de outubro de 2015                      | 24 de outubro de 2019                                  | CAM (presidente) CAOTDPLH (suplente)                                  |         | Socialista           |
| Sónia Ermelinda Matos da Silva Fertuzinhos (1973–) |                                                         | 23 de outubro de 2015                      | 24 de outubro de 2019                                  | CDN (suplente) COFMA (suplente) CEC CTSS (suplente)                   |         | Socialista           |
| Domingos Ribeiro Pereira (1953–) |                                                         | 23 de outubro de 2015                      | 5 de maio de 2017 (renunciou ao mandato)               | COFMA (suplente) CS CAOTDPLH                                          |         | Socialista           |
| Hugo Alexandre Polido Pires (1979–) |                                                         | 23 de outubro de 2015                      | 24 de outubro de 2019                                  | CNECP (suplente) CEIOP CAOTDPLH                                       |         | Socialista           |
| Maria Augusta de Araújo Fontes dos Santos (1955–) |                                                         | 23 de outubro de 2015                      | 24 de outubro de 2019                                  | CNECP (suplente) CAM (suplente) CEC CCCJD (suplente)                  |         | Socialista           |
| Luís Miguel de Freitas Marques Carvalho Soares (1983–) |                                                         | 23 de outubro de 2015                      | 24 de outubro de 2019                                  | CACDLG (suplente) CS CTSS                                             |         | Socialista           |
| Nuno André Araújo dos Santos Reis e Sá (1976–) (Efetivo Definitivo; substituiu Domingos Pereira, que renunciou ao mandato) |                                                         | 5 de maio de 2017                          | 24 de outubro de 2019                                  | COFMA CAOTDPLH (suplente)                                             |         | Socialista           |
| Palmira Maciel Fernandes da Costa (1961–) (entre 27/11/2015 e 15/10/2018 Efetiva Temporária, em substituição de Manuel Caldeira Cabral, membro do XXI Governo; a partir de 17/06/2019 Efetiva Definitiva, em substituição de Manuel Caldeira Cabral, que renunciou ao mandato) |                                                         | 27 de novembro de 2015                     | 15 de outubro de 2018                                  | CAM CEC (suplente) CCCJD (suplente)                                   |         | Socialista           |
| Palmira Maciel Fernandes da Costa (1961–) (entre 27/11/2015 e 15/10/2018 Efetiva Temporária, em substituição de Manuel Caldeira Cabral, membro do XXI Governo; a partir de 17/06/2019 Efetiva Definitiva, em substituição de Manuel Caldeira Cabral, que renunciou ao mandato) | 17 de junho de 2019                                     | 24 de outubro de 2019                      | COFMA CCCJD (suplente)                                 |                                                                       |         | Socialista           |
| Bragança (1) |                                                         |                                            |                                                        |                                                                       |         |                      |
| Jorge Manuel Nogueiro Gomes (1951–) |                                                         | 23 de outubro de 2015                      | 27 de novembro de 2015 (tomou posse no XXI Governo)    | CDN COFMA (suplente)                                                  |         | Socialista           |
| Jorge Manuel Nogueiro Gomes (1951–) | 21 de outubro de 2017 (cessou funções no XXI Governo)   | 24 de outubro de 2019                      |                                                        | CDN COFMA (suplente)                                                  |         | Socialista           |
| Júlia Maria de Almeida Lima e Sequeira Rodrigues (1971–) (Efetiva Temporária; em substituição de Jorge Gomes, membro do XXI Governo) |                                                         | 27 de novembro de 2015                     | 21 de outubro de 2017                                  | COFMA (suplente) CAM (coordenadora PS)                                |         | Socialista           |
| Castelo Branco (2) |                                                         |                                            |                                                        |                                                                       |         |                      |
| Maria Hortense Nunes Martins (1966–) |                                                         | 23 de outubro de 2015                      | 24 de outubro de 2019                                  | COFMA CEIOP                                                           |         | Socialista           |
| Eurico Jorge Nogueira Leite Brilhante Dias (1972–) |                                                         | 23 de outubro de 2015                      | 14 de julho de 2017 (tomou posse no XXI Governo)       | CAE COFMA                                                             |         | Socialista           |
| João Carlos Izidoro Marques (1981–) (Efetivo Temporário; em substituição de Eurico Brilhante Dias, membro do XXI Governo) |                                                         | 14 de julho de 2017                        | 24 de outubro de 2019                                  | CEIOP (suplente) CS CAOTDPLH (suplente) CCCJD (suplente)              |         | Socialista           |
| Coimbra (4) |                                                         |                                            |                                                        |                                                                       |         |                      |
| Helena Maria de Oliveira Freitas (1962–) |                                                         | 23 de outubro de 2015                      | 2 de maio de 2017 (renunciou ao mandato)               | CDN CAM CEC CS CAOTDPLH                                               |         | Socialista           |
| Pedro Artur Barreirinhas Sales Guedes Coimbra (1973–) |                                                         | 23 de outubro de 2015                      | 24 de outubro de 2019                                  | CEIOP CEC (suplente) CS (suplente)                                    |         | Socialista           |
| João Saldanha de Azevedo Galamba (1976–) |                                                         | 23 de outubro de 2015                      | 17 de outubro de 2018 (tomou posse no XXI Governo)     | CAE COFMA CEIOP (suplente)                                            |         | Socialista           |
| Elza Maria Henriques Deus Pais (1958–) |                                                         | 23 de outubro de 2015                      | 24 de outubro de 2019                                  | CACDLG CEC (suplente) CS (suplente)                                   |         | Socialista           |
| João Eduardo Dias Madeira Gouveia (1958–) (de 10/03/2016 a 02/05/2017 Efetivo Temporário, em substituição de Helena Freitas, coordenadora da Unidade de Missão para a Valorização do Interior; a partir de 02/05/2017 Efetivo Definitivo, em substituição de Helena Freitas, que renunciou ao mandato) |                                                         | 10 de março de 2016                        | 24 de outubro de 2019                                  | CAM (suplente) CS                                                     |         | Socialista           |
| Cristina Maria Domingues de Jesus (1971–) (Efetiva Temporária, em substituição de João Galamba, membro do XXI Governo) |                                                         | 17 de outubro de 2018                      | 10 de dezembro de 2018                                 | ----                                                                  |         | Socialista           |
| Cristina Maria Domingues de Jesus (1971–) (Efetiva Temporária, em substituição de João Galamba, membro do XXI Governo) | 13 de fevereiro de 2019                                 | 24 de outubro de 2019                      | CEIOP (suplente) CCCJD                                 |                                                                       |         | Socialista           |
| Rosa Isabel Cruz (1970–) (Efetiva Temporária, durante a suspensão de mandato de Cristina Jesus) |                                                         | 10 de dezembro de 2018                     | 13 de fevereiro de 2019                                | CEIOP (suplente) CCCJD                                                |         | Socialista           |
| Europa (1) |                                                         |                                            |                                                        |                                                                       |         |                      |
| Paulo Alexandre de Carvalho Pisco (1961–) |                                                         | 23 de outubro de 2015                      | 24 de outubro de 2019                                  | CNECP (coordenador PS) CDN (suplente) CAE                             |         | Socialista           |
| Évora (1) |                                                         |                                            |                                                        |                                                                       |         |                      |
| Luís Manuel Capoulas Santos (1951–) |                                                         | 23 de outubro de 2015                      | 27 de novembro de 2015 (tomou posse no XXI Governo)    | CNECP CAM                                                             |         | Socialista           |
| Norberto António Lopes Patinho (1954–) (Efetivo Temporário; em substituição de Capoulas Santos, membro do XXI Governo) |                                                         | 27 de novembro de 2015                     | 24 de outubro de 2019                                  | CAM CAOTDPLH CCCJD (suplente)                                         |         | Socialista           |
| Faro (4) |                                                         |                                            |                                                        |                                                                       |         |                      |
| José Apolinário Nunes Portada (1962–) |                                                         | 23 de outubro de 2015                      | 27 de novembro de 2015 (tomou posse no XXI Governo)    | CEIOP CAM CAOTDPLH                                                    |         | Socialista           |
| António Paulo Jacinto Eusébio (1966–) |                                                         | 23 de outubro de 2015                      | 12 de março de 2018 (renunciou ao mandato)             | CDN (suplente) CEIOP CEC (suplente)                                   |         | Socialista           |
| Jamila Bárbara Madeira e Madeira (1975–) |                                                         | 23 de maio de 2016                         | 8 de novembro de 2017                                  | CNECP COFMA CAM (suplente)                                            |         | Socialista           |
| Jamila Bárbara Madeira e Madeira (1975–) | 7 de abril de 2018                                      | 24 de outubro de 2019                      | CNECP COFMA CS (suplente)                              |                                                                       |         | Socialista           |
| Luís Miguel da Graça Nunes (1972–) |                                                         | 23 de outubro de 2015                      | 24 de outubro de 2019                                  | CS CAOTDPLH (suplente)                                                |         | Socialista           |
| Fernando José dos Santos Anastácio (1957–) (Efetivo Temporário; entre 23/10/2015 e 23/05/2016 em substituição de Jamila Madeira, durante a suspensão de mandato por licença de maternidade; entre 23/05/2016 e 12/03/2018 em substituição de José Apolinário, membro do XXI Governo; a partir de 12/03/2018 Efetivo Definitivo, em substituição de António Eusébio, que renunciou ao mandato) |                                                         | 23 de outubro de 2015                      | 24 de outubro de 2019                                  | CACDLG COFMA                                                          |         | Socialista           |
| Ana Lúcia Silva de Passos (1967–) (Efetiva Temporária; entre 27/11/2015 e 23/05/2016 em substituição de José Apolinário, membro do XXI Governo, tendo cessado funções após o regresso de Jamila Madeira, que se encontrava em licença de maternidade; entre 08/11/2017 e 12/03/2018 em substituição de Jamila Madeira, que suspendeu o mandato por licença de maternidade; a partir de 12/03/2018, após a renúncia ao mandato de António Eusébio, em substituição de José Apolinário, membro do XXI Governo) |                                                         | 27 de novembro de 2015                     | 23 de maio de 2016                                     | CACDLG COFMA CAM (suplente)                                           |         | Socialista           |
| Ana Lúcia Silva de Passos (1967–) (Efetiva Temporária; entre 27/11/2015 e 23/05/2016 em substituição de José Apolinário, membro do XXI Governo, tendo cessado funções após o regresso de Jamila Madeira, que se encontrava em licença de maternidade; entre 08/11/2017 e 12/03/2018 em substituição de Jamila Madeira, que suspendeu o mandato por licença de maternidade; a partir de 12/03/2018, após a renúncia ao mandato de António Eusébio, em substituição de José Apolinário, membro do XXI Governo) | 8 de novembro de 2017                                   | 24 de outubro de 2019                      | CAE CEIOP CAM (suplente) CEC (suplente)                |                                                                       |         | Socialista           |
| João Pedro da Conceição Rodrigues (1969–) (Efetivo Temporário; após a renúncia de António Eusébio, entrou em substituição de Jamila Madeira, que suspendeu o mandato por licença de maternidade) |                                                         | 12 de março de 2018                        | 7 de abril de 2018                                     | ——                                                                    |         | Socialista           |
| Guarda (2) |                                                         |                                            |                                                        |                                                                       |         |                      |
| António José Santinho Pacheco (1951–) |                                                         | 23 de outubro de 2015                      | 24 de outubro de 2019                                  | COFMA (suplente) CAM CAOTDPLH                                         |         | Socialista           |
| Maria Antónia Moreno Areias de Almeida Santos (1963–) |                                                         | 23 de outubro de 2015                      | 24 de outubro de 2019                                  | CNECP (suplente) CS                                                   |         | Socialista           |
| Leiria (3) |                                                         |                                            |                                                        |                                                                       |         |                      |
| Maria Margarida Ferreira Marques (1954–) |                                                         | 23 de outubro de 2015                      | 27 de novembro de 2015 (tomou posse no XXI Governo)    | CAE COFMA                                                             |         | Socialista           |
| Maria Margarida Ferreira Marques (1954–) | 14 de julho de 2017 (cessou funções no XXI Governo)     | 2 de julho de 2019 (renunciou ao mandato)  |                                                        | CAE COFMA                                                             |         | Socialista           |
| António Lacerda Sales (1962–) |                                                         | 23 de outubro de 2015                      | 24 de outubro de 2019                                  | CDN (suplente) CAE CS (coordenador PS)                                |         | Socialista           |
| José Miguel Abreu de Figueiredo Medeiros (1960–) |                                                         | 23 de outubro de 2015                      | 24 de julho de 2018 (renunciou ao mandato)             | CNECP (suplente) CDN (coordenador PS) COFMA (suplente) CAM (suplente) |         | Socialista           |
| Maria Odete da Conceição João (1958–) |                                                         | 27 de novembro de 2015                     | 14 de julho de 2017                                    | CDN (suplente) CEC                                                    |         | Socialista           |
| Maria Odete da Conceição João (1958–) | 24 de julho de 2018                                     | 24 de outubro de 2019                      | CNECP CAM CEC (suplente)                               |                                                                       |         | Socialista           |
| João Paulo Feteira Pedrosa (1965–) (Efetivo Definitivo; substituiu Margarida Marques, que renunciou ao mandato) |                                                         | 2 de julho de 2019                         | 24 de outubro de 2019                                  | CTSS                                                                  |         | Socialista           |
| Lisboa (18) |                                                         |                                            |                                                        |                                                                       |         |                      |
| António Luís Santos da Costa (1961–) |                                                         | 23 de outubro de 2015                      | 27 de novembro de 2015 (tomou posse no XXI Governo)    | ——                                                                    |         | Socialista           |
| Eduardo Luiz Barreto Ferro Rodrigues (1949–) Presidente da Assembleia da República |                                                         | 23 de outubro de 2015                      | 24 de outubro de 2019                                  | ——                                                                    |         | Socialista           |
| Maria Helena do Rego da Costa Salema Roseta (1947–) |                                                         | 23 de outubro de 2015                      | 24 de outubro de 2019                                  | CAOTDPLH                                                              |         | Socialista           |
| Marcos da Cunha e Lorena Perestrello de Vasconcellos (1971–) |                                                         | 23 de outubro de 2015                      | 27 de novembro de 2015 (tomou posse no XXI Governo)    | CDN CAOTDPLH                                                          |         | Socialista           |
| Marcos da Cunha e Lorena Perestrello de Vasconcellos (1971–) | 15 de outubro de 2018 (cessou funções no XXI Governo)   | 24 de outubro de 2019                      | CNECP COFMA (suplente)                                 |                                                                       |         | Socialista           |
| Júlio Francisco Miranda Calha (1947–2020) |                                                         | 23 de outubro de 2015                      | 24 de outubro de 2019                                  | CNECP (suplente) CDN                                                  |         | Socialista           |
| Maria da Luz Gameiro Beja Ferreira Rosinha (1948–) |                                                         | 23 de outubro de 2015                      | 24 de outubro de 2019                                  | CNECP (suplente) CDN (suplente) CTSS (suplente) CAOTDPLH              |         | Socialista           |
| Sérgio Paulo Mendes de Sousa Pinto (1972–) |                                                         | 23 de outubro de 2015                      | 24 de outubro de 2019                                  | CNECP (presidente)                                                    |         | Socialista           |
| Mário José Gomes de Freitas Centeno (1966–) |                                                         | 23 de outubro de 2015                      | 27 de novembro de 2015 (tomou posse no XXI Governo)    | COFMA                                                                 |         | Independente pelo PS |
| Edite de Fátima Santos Marreiros Estrela (1949–) |                                                         | 23 de outubro de 2015                      | 24 de outubro de 2019                                  | CACDLG (suplente) CAE (suplente) CCCJD (presidente)                   |         | Socialista           |
| Jorge Lacão Costa (1954–) Vice-Presidente da Assembleia da República |                                                         | 23 de outubro de 2015                      | 24 de outubro de 2019                                  | CACDLG (suplente) CAE (suplente)                                      |         | Socialista           |
| Vitalino José Ferreira Prova Canas (1959–) |                                                         | 23 de outubro de 2015                      | 24 de outubro de 2019                                  | CACDLG (suplente) CDN CAE (coordenador PS)                            |         | Socialista           |
| Susana de Fátima Carvalho Amador (1967–) |                                                         | 23 de outubro de 2015                      | 24 de outubro de 2019                                  | CACDLG (suplente) CEC CAOTDPLH (suplente)                             |         | Socialista           |
| João Barroso Soares (1949–) |                                                         | 23 de outubro de 2015                      | 27 de novembro de 2015 (tomou posse no XXI Governo)    | CNECP CDN                                                             |         | Socialista           |
| João Barroso Soares (1949–) | 14 de abril de 2016 (cessou funções no XXI Governo)     | 24 de outubro de 2019                      | CDN                                                    |                                                                       |         | Socialista           |
| Joaquim Moreira Raposo (1954–) |                                                         | 23 de outubro de 2015                      | 24 de outubro de 2019                                  | CDN CAOTDPLH (suplente)                                               |         | Socialista           |
| Graça Maria Fonseca Caetano Gonçalves (1971–) |                                                         | 23 de outubro de 2015                      | 27 de novembro de 2015 (tomou posse no XXI Governo)    | CACDLG CEC CCCJD                                                      |         | Socialista           |
| Pedro Filipe Mota Delgado Simões Alves (1980–) |                                                         | 23 de outubro de 2015                      | 24 de outubro de 2019                                  | CACDLG CEC (suplente) CCCJD (suplente)                                |         | Socialista           |
| Isabel de Lima Mayer Alves Moreira (1976–) |                                                         | 23 de outubro de 2015                      | 24 de outubro de 2019                                  | CACDLG CS (suplente)                                                  |         | Socialista           |
| Diogo Feijóo Leão Campos Rodrigues (1986–) |                                                         | 23 de outubro de 2015                      | 24 de outubro de 2019                                  | CDN CEC (suplente) CCCJD                                              |         | Socialista           |
| Rui Fernando da Cunha Mendes Riso (1955–) (Efetivo Temporário; em substituição de António Costa, membro do XXI Governo) |                                                         | 27 de novembro de 2015                     | 24 de outubro de 2019                                  | CS (suplente) CTSS                                                    |         | Socialista           |
| Artur Miguel Claro da Fonseca Mora Coelho (1952–) (Efetivo Temporário; entre 27/11/2015 e 15/10/2018, em substituição de Marcos Perestrello, membro do XXI Governo; a partir de 15/10/2018 em substituição de Mário Centeno, membro do XXI Governo) |                                                         | 27 de novembro de 2015                     | 24 de outubro de 2019                                  | CDN CAOTDPLH (suplente)                                               |         | Socialista           |
| Wanda Olavo Correa d'Azevedo Guimarães (1944–) (Efetiva Temporária; entre 27/11/2015 e 15/10/2018, em substituição de Mário Centeno, membro do XXI Governo; a partir de 15/10/2018 em substituição de Graça Fonseca, membro do XXI Governo) |                                                         | 27 de novembro de 2015                     | 24 de outubro de 2019                                  | CNECP (suplente) CTSS                                                 |         | Socialista           |
| Ricardo Jorge Colaço Leão (1975–) (Efetivo Temporário; entre 27/11/2015 e 14/04/2016 em substituição de João Soares, membro do XXI Governo; a partir de 14/04/2016, após a cessação de funções de João Soares como membro do Governo, passou a estar em substituição de Graça Fonseca, membro do XXI Governo; terminou funções em 15/10/2018, após a cessação de funções de Marcos Perestrello como membro do Governo) |                                                         | 27 de novembro de 2015                     | 15 de outubro de 2018                                  | COFMA CCCJD (suplente)                                                |         | Socialista           |
| Paulo Jorge Duarte Marques (1970–) (Efetivo Temporário; entre 27/11/2015 e 14/04/2016 em substituição de Graça Fonseca, membro do XXI Governo; terminou funções após a cessação de funções de João Soares e o regresso deste à AR, em 14/04/2016) |                                                         | 27 de novembro de 2015                     | 14 de abril de 2016                                    | CAE CTSS                                                              |         | Socialista           |
| Madeira (2) |                                                         |                                            |                                                        |                                                                       |         |                      |
| Carlos João Pereira (1969–) |                                                         | 23 de outubro de 2015                      | 1 de novembro de 2017                                  | CDN (suplente) CAE CEIOP                                              |         | Socialista           |
| Carlos João Pereira (1969–) | 29 de janeiro de 2018                                   | 24 de outubro de 2019                      |                                                        | CDN (suplente) CAE CEIOP                                              |         | Socialista           |
| Luís Miguel Vilhena de Carvalho (1963–) |                                                         | 23 de outubro de 2015                      | 24 de outubro de 2019                                  | CEIOP (suplente) CAOTDPLH CCCJD (suplente)                            |         | Socialista           |
| Maria Adelaide Ribeiro (1973–) (Efetiva Temporária; em substituição de Carlos Pereira, que suspendeu o mandato parlamentar para assumir o lugar de deputado à Assembleia Legislativa da Madeira) |                                                         | 1 de novembro de 2017                      | 29 de janeiro de 2018                                  | CACDLG (suplente) CEC (suplente)                                      |         | Socialista           |
| Portalegre (1) |                                                         |                                            |                                                        |                                                                       |         |                      |
| Luís David Trindade Moreira Testa (1978–) |                                                         | 23 de outubro de 2015                      | 28 de março de 2019                                    | CDN (suplente) CAE (suplente) CEIOP (coordenador PS)                  |         | Socialista           |
| Luís David Trindade Moreira Testa (1978–) | 15 de maio de 2019                                      | 24 de outubro de 2019                      |                                                        | CDN (suplente) CAE (suplente) CEIOP (coordenador PS)                  |         | Socialista           |
| Pedro José Martins Murcela (1953–) (Efetivo Temporário; em substituição de Luís Moreira Testa, durante a suspensão de mandato por licença de paternidade) |                                                         | 28 de março de 2019                        | 15 de maio de 2019                                     | CDN (suplente) CAE (suplente) CEIOP                                   |         | Socialista           |
| Porto (14) |                                                         |                                            |                                                        |                                                                       |         |                      |
| Alexandre Tiedtke Quintanilha (1945–) |                                                         | 23 de outubro de 2015                      | 24 de outubro de 2019                                  | CEC (presidente) CS (suplente)                                        |         | Independente pelo PS |
| José Luís Pereira Carneiro (1971–) |                                                         | 23 de outubro de 2015                      | 27 de novembro de 2015 (tomou posse no XXI Governo)    | CAE CAM CAOTDPLH                                                      |         | Socialista           |
| Maria Isabel Coelho Santos (1968–) |                                                         | 23 de outubro de 2015                      | 2 de julho de 2019 (renunciou ao mandato)              | CNECP CTSS (suplente)                                                 |         | Socialista           |
| Alberto de Sousa Martins (1945–) |                                                         | 23 de outubro de 2015                      | 20 de julho de 2017 (renunciou ao mandato)             | CNECP                                                                 |         | Socialista           |
| Renato Luís de Araújo Forte Sampaio (1952–) |                                                         | 23 de outubro de 2015                      | 24 de outubro de 2019                                  | CEIOP (suplente) CAM (suplente) CAOTDPLH (coordenador PS)             |         | Socialista           |
| Luísa Maria Neves Salgueiro (1968–) |                                                         | 23 de outubro de 2015                      | 21 de outubro de 2017 (renunciou ao mandato)           | CS CTSS (suplente)                                                    |         | Socialista           |
| João Veloso da Silva Torres (1986–) |                                                         | 23 de outubro de 2015                      | 17 de outubro de 2018 (tomou posse no XXI Governo)     | CEC (suplente) CAOTDPLH CCCJD                                         |         | Socialista           |
| João Paulo Moreira Correia (1976–) |                                                         | 23 de outubro de 2015                      | 24 de outubro de 2019                                  | COFMA (coordenador PS) CEIOP (suplente) CAOTDPLH (suplente)           |         | Socialista           |
| Ana Paula Mendes Vitorino (1962–) |                                                         | 23 de outubro de 2015                      | 27 de novembro de 2015 (tomou posse no XXI Governo)    | CNECP CEIOP CAM                                                       |         | Socialista           |
| Maria Gabriela da Silveira Ferreira Canavilhas (1961–) |                                                         | 23 de outubro de 2015                      | 1 de setembro de 2018 (renunciou ao mandato)           | CNECP CEC (suplente) CCCJD (suplente)                                 |         | Socialista           |
| Ricardo Manuel da Silva Monteiro Bexiga (1963–) |                                                         | 23 de outubro de 2015                      | 24 de outubro de 2019                                  | CAE (suplente) CEIOP CTSS                                             |         | Socialista           |
| Maria Isabel Solnado Porto Oneto (1959–) |                                                         | 23 de outubro de 2015                      | 27 de novembro de 2015 (tomou posse no XXI Governo)    | CACDLG CDN CCCJD                                                      |         | Socialista           |
| Tiago Barbosa Ribeiro (1983–) |                                                         | 23 de outubro de 2015                      | 24 de outubro de 2019                                  | CAE (suplente) COFMA (suplente) CTSS (coordenador PS)                 |         | Socialista           |
| Pedro Carlos da Silva Bacelar de Vasconcelos (1951–) |                                                         | 23 de outubro de 2015                      | 24 de outubro de 2019                                  | CACDLG (presidente)                                                   |         | Socialista           |
| Maria Constança Dias Urbano de Sousa (1967–) |                                                         | 21 de outubro de 2017                      | 24 de outubro de 2019                                  | CAE CCCJD (suplente)                                                  |         | Socialista           |
| Joana Fernanda Ferreira Lima (1963–) (Efetiva Temporária entre 27/11/2015 e 20/07/2017 em substituição de José Luís Carneiro, membro do XXI Governo; a partir de 20/07/2017 Efetiva Definitiva, em substituição de Alberto Martins, que renunciou ao mandato) |                                                         | 27 de novembro de 2015                     | 24 de outubro de 2019                                  | CAM CS (suplente) CAOTDPLH (suplente)                                 |         | Socialista           |
| Fernando Manuel de Jesus (1950–) (Efetivo Temporário entre 27/11/2015 e 20/07/2017 em substituição de Ana Paula Vitorino, membro do XXI Governo, e entre 20/07/2017 e 01/09/2018, após a renúncia ao mandato de Alberto Martins, em substituição de José Luís Carneiro, membro do XXI Governo; a partir de 01/09/2018 Efetivo Definitivo, em substituição de Gabriela Canavilhas, que renunciou ao mandato) |                                                         | 27 de novembro de 2015                     | 24 de outubro de 2019                                  | CNECP (suplente) CEIOP                                                |         | Socialista           |
| Carla Alexandra Magalhães de Sousa (1970–) (Efetiva Temporária entre 27/11/2015 e 20/07/2017 em substituição de Isabel Oneto, membro do XXI Governo; entre 20/07/2017 e 01/09/2018, após a renúncia ao mandato de Alberto Martins, em substituição de Ana Paula Vitorino, membro do XXI Governo; entre 01/09/2018 e 02/07/2019, após a renúncia ao mandato de Gabriela Canavilhas, em substituição de José Luís Carneiro, membro do XXI Governo; a partir de 02/07/2019 Efetiva Definitiva, em substituição de Isabel Santos, que renunciou ao mandato)                                                                             |                                                         | 27 de novembro de 2015                     | 24 de outubro de 2019                                  | CACDLG (suplente) CNECP (suplente) CCCJD (coordenadora PS)            |         | Socialista           |
| José Manuel Santos de Magalhães (1952–) (Entre 01/09/2018 e 02/07/2019, Efetivo Temporário; preenche a vaga ocorrida pela renúncia ao mandato de Gabriela Canavilhas e passa a estar em substituição de Ana Paula Vitorino, membro do XXI Governo; a partir de 02/07/2019 passa a estar em substituição de José Luís Carneiro, membro do XXI Governo, após a renúncia ao mandato de Isabel Santos) |                                                         | 1 de setembro de 2018                      | 24 de outubro de 2019                                  | CCCJD                                                                 |         | Socialista           |
| Hugo Miguel Costa Carvalho (1987–) (Entre 20/07/2017 e 02/07/2019, Efetivo Temporário; preenche a vaga ocorrida pela renúncia ao mandato de Alberto Martins e passa a estar em substituição de Isabel Oneto, membro do XXI Governo; a partir de 02/07/2019 passa a estar em substituição de Ana Paula Vitorino, membro do XXI Governo, após a renúncia ao mandato de Isabel Santos) |                                                         | 20 de julho de 2017                        | 24 de outubro de 2019                                  | CACDLG (suplente) CCCJD                                               |         | Socialista           |
| Maria da Conceição Almeida Fernandes Loureiro (1947–) (Entre 17/10/2019 e 02/07/2019, Efetiva Temporária; em substituição de João Torres, membro do XXI Governo; a partir de 02/07/2019 passa a estar em substituição de Isabel Oneto, membro do XXI Governo, após a renúncia ao mandato de Isabel Santos) |                                                         | 17 de outubro de 2018                      | 24 de outubro de 2019                                  | CTSS (suplente) CCCJD                                                 |         | Socialista           |
| João Miguel Castro Fonseca (1979–) (Efetivo Temporário; em substituição de João Torres, membro do XXI Governo) |                                                         | 2 de julho de 2019                         | 24 de outubro de 2019                                  | CNECP CTSS (suplente)                                                 |         | Socialista           |
| Santarém (3) |                                                         |                                            |                                                        |                                                                       |         |                      |
| José António Fonseca Vieira da Silva (1953–) |                                                         | 23 de outubro de 2015                      | 27 de novembro de 2015 (tomou posse no XXI Governo)    | CAE COFMA                                                             |         | Socialista           |
| António Ribeiro Gameiro (1970–) |                                                         | 23 de outubro de 2015                      | 24 de outubro de 2019                                  | CACDLG CAE COFMA                                                      |         | Socialista           |
| Idália Maria Marques Salvador Serrão (1964–) |                                                         | 23 de outubro de 2015                      | 4 de janeiro de 2019 (renunciou ao mandato)            | CDN CS (suplente) CTSS (suplente)                                     |         | Socialista           |
| Hugo Miguel Carvalheiro dos Santos Costa (1983–) (entre 27/11/2015 e 04/01/2019 Efetivo Temporário, em substituição de Vieira da Silva, membro do XXI Governo; a partir de 04/01/2019 Efetivo Definitivo, após a renúncia de Idália Serrão) |                                                         | 27 de novembro de 2015                     | 24 de outubro de 2019                                  | CNECP (suplente) CEIOP CAM (suplente)                                 |         | Socialista           |
| Maria da Luz Marques Lopes (1961–) (Efetiva Temporária, assumiu o mandato após a renúncia de Idália Serrão e passou a estar em substituição de Vieira da Silva, membro do XXI Governo) |                                                         | 4 de janeiro de 2019                       | 24 de outubro de 2019                                  | CDN CAM CEC (suplente) CS (suplente)                                  |         | Socialista           |
| Setúbal (6) |                                                         |                                            |                                                        |                                                                       |         |                      |
| Ana Catarina Veiga dos Santos Mendonça Mendes (1973–) Secretária-Geral Adjunta do PS |                                                         | 23 de outubro de 2015                      | 24 de outubro de 2019                                  | CAE (suplente)                                                        |         | Socialista           |
| Eduardo Arménio do Nascimento Cabrita (1961–) |                                                         | 23 de outubro de 2015                      | 27 de novembro de 2015 (tomou posse no XXI Governo)    | CNECP CDN                                                             |         | Socialista           |
| Eurídice Maria de Sousa Pereira (1962–) |                                                         | 23 de outubro de 2015                      | 24 de outubro de 2019                                  | CS CAOTDPLH                                                           |         | Socialista           |
| Paulo Trigo Cortez Pereira (1959–) |                                                         | 23 de outubro de 2015                      | 6 de dezembro de 2018 (passou a deputado não inscrito) | CAE (suplente) COFMA                                                  |         | Independente pelo PS |
| Catarina Marcelino Rosa da Silva (1971–) |                                                         | 23 de outubro de 2015                      | 27 de novembro de 2015 (tomou posse no XXI Governo)    | CACDLG CS CTSS (suplente)                                             |         | Socialista           |
| Catarina Marcelino Rosa da Silva (1971–) | 21 de outubro de 2017 (cessou funções no XXI Governo)   | 24 de outubro de 2019                      |                                                        | CACDLG CS CTSS (suplente)                                             |         | Socialista           |
| Ricardo Emanuel Martins Mourinho Félix (1974–) |                                                         | 23 de outubro de 2015                      | 27 de novembro de 2015 (tomou posse no XXI Governo)    | COFMA CAM CTSS                                                        |         | Socialista           |
| Inês de Saint-Maurice de Esteves de Medeiros Victorino de Almeida (1968–) |                                                         | 23 de outubro de 2015                      | 24 de janeiro de 2016 (renunciou ao mandato)           | CACDLG CTSS CCCJD                                                     |         | Socialista           |
| Ivan da Costa Gonçalves (1987–) (Efetivo Temporário entre 27/11/2015 e 24/01/2016 em substituição de Eduardo Cabrita, membro do XXI Governo; a partir de 24/01/2016 Efetivo Definitivo, em substituição de Inês de Medeiros, que renunciou ao mandato) |                                                         | 27 de novembro de 2015                     | 24 de outubro de 2019                                  | COFMA (suplente) CEC CCCJD                                            |         | Socialista           |
| Ana Sofia Ferreira Araújo (1974–) (Efetiva Temporária; entre 27/11/2015 e 24/01/2016 em substituição de Catarina Marcelino, membro do XXI Governo; a partir de 24/01/2016, após a renúncia ao mandato de Inês de Medeiros, passou a estar em substituição de Eduardo Cabrita, membro do XXI Governo) |                                                         | 27 de novembro de 2015                     | 24 de outubro de 2019                                  | CAM (suplente) CTSS                                                   |         | Socialista           |
| André Alexandre Pinotes Batista (1984–) (Efetivo Temporário; entre 27/11/2015 e 24/01/2016 em substituição de Ricardo Mourinho Félix, membro do XXI Governo; entre 24/01/2016, após a renúncia ao mandato de Inês de Medeiros, e 21/10/2017 passou a estar em substituição de Catarina Marcelino, membro do XXI Governo; a partir de 21/10/2017, após o regresso de Catarina Marcelino que cessou funções no XXI Governo, passa a estar em substituição de Ricardo Mourinho Félix, membro do XXI Governo) |                                                         | 27 de novembro de 2015                     | 24 de outubro de 2019                                  | CEIOP (suplente) CEC                                                  |         | Socialista           |
| Francisca Luís Baptista Parreira (1963–) (Efetiva Temporária; preenche a vaga ocorrida pela renúncia ao mandato de Inês de Medeiros e passa a estar em substituição de Ricardo Mourinho Félix, membro do XXI Governo) |                                                         | 24 de janeiro de 2016                      | 21 de outubro de 2017                                  | CACDLG (suplente) CAE CCCJD (suplente)                                |         | Socialista           |
| Viana do Castelo (2) |                                                         |                                            |                                                        |                                                                       |         |                      |
| Tiago Brandão Rodrigues (1977–) |                                                         | 23 de outubro de 2015                      | 27 de novembro de 2015 (tomou posse no XXI Governo)    | CNECP CEC CCCJD                                                       |         | Independente pelo PS |
| José Manuel Vaz Carpinteira (1959–) |                                                         | 23 de outubro de 2015                      | 24 de outubro de 2019                                  | CAM (suplente) CAOTDPLH                                               |         | Socialista           |
| Sandra Maria Pereira Pontedeira (1978–) (Efetiva Temporária; em substituição de Tiago Brandão Rodrigues, membro do XXI Governo) |                                                         | 27 de novembro de 2015                     | 24 de outubro de 2019                                  | CEC CTSS (suplente)                                                   |         | Socialista           |
| Vila Real (2) |                                                         |                                            |                                                        |                                                                       |         |                      |
| Ascenso Luís Seixas Simões (1963–) |                                                         | 23 de outubro de 2015                      | 24 de outubro de 2019                                  | CNECP CDN (coordenador PS) CEIOP (suplente)                           |         | Socialista           |
| Francisco José Ferreira da Rocha (1967–) |                                                         | 23 de outubro de 2015                      | 24 de outubro de 2019                                  | CAM CS (suplente) CTSS (suplente)                                     |         | Socialista           |
| Viseu (3) |                                                         |                                            |                                                        |                                                                       |         |                      |
| Maria Manuel de Lemos Leitão Marques (1952–) |                                                         | 23 de outubro de 2015                      | 27 de novembro de 2015 (tomou posse no XXI Governo)    | CDN COFMA CEIOP                                                       |         | Socialista           |
| Maria Manuel de Lemos Leitão Marques (1952–) | 18 de fevereiro de 2019 (cessou funções no XXI Governo) | 2 de julho de 2019 (renunciou ao mandato)  | CAM CEC                                                |                                                                       |         | Socialista           |
| António Manuel Leitão Borges (1955–) |                                                         | 23 de outubro de 2015                      | 24 de fevereiro de 2017 (renunciou ao mandato)         | CEIOP (suplente) CAM                                                  |         | Socialista           |
| João Paulo de Loureiro Rebelo (1974–) |                                                         | 23 de outubro de 2015                      | 14 de abril de 2016 (tomou posse no XXI Governo)       | ——                                                                    |         | Socialista           |
| Marisabel dos Santos Rocha Moutela (1960–) (Efetiva Temporária entre 27/11/2015 e 24/02/2017 em substituição de Maria Manuel Leitão Marques, membro do XXI Governo; a partir de 24/02/2017 Efetiva Definitiva, em substituição de António Borges, que renunciou ao mandato) |                                                         | 27 de novembro de 2015                     | 24 de outubro de 2019                                  | CS CTSS (suplente)                                                    |         | Socialista           |
| José Rui Alves Duarte Cruz (1966–) (Efetivo Temporário; entre 14/04/2016 e 24/02/2017 em substituição de João Paulo Rebelo, membro do XXI Governo; de 24/02/2017 a 18/02/2019, após a renúncia ao mandato de António Borges, passou a estar em substituição de Maria Manuel Leitão Marques, membro do XXI Governo; entre 18/02/2019 e 02/07/2019 após a cessação de funções de Maria Manuel Leitão Marques como membro do Governo, passou a estar em substituição de João Paulo Rebelo, membro do XXI Governo; a partir de 02/07/2019 Efetivo Definitivo, em substituição de Maria Manuel Leitão Marques, que renunciou ao mandato) |                                                         | 14 de abril de 2016                        | 24 de outubro de 2019                                  | CEIOP (suplente) CAM (suplente) CTSS                                  |         | Socialista           |
| Lúcia Fernanda Ferreira Araújo Silva (1964–) |                                                         | 24 de fevereiro de 2017                    | 18 de fevereiro de 2019                                | CAM (suplente) CEC                                                    |         | Socialista           |
| Lúcia Fernanda Ferreira Araújo Silva (1964–) | 2 de julho de 2019                                      | 24 de outubro de 2019                      | CEC                                                    |                                                                       |         | Socialista           |

### B.E. - Grupo Parlamentar do Bloco de Esquerda (19 deputados)
| |                        |                       |                                              |                                                         |         |           |
| Grupo Parlamentar B.E. |                        |                       |                                              |                                                         |         |           |
| Deputado (Nascimento–Morte) | Retrato                | Início do mandato     | Fim do mandato                               | Comissões Parlamentares                                 | Partido | Partido   |
| Aveiro (1) |                        |                       |                                              |                                                         |         |           |
| Moisés Salvador Coelho Ferreira (1985–) |                        | 23 de outubro de 2015 | 24 de outubro de 2019                        | CAE CS                                                  |         | Bloquista |
| Braga (1) |                        |                       |                                              |                                                         |         |           |
| Pedro Manuel Bastos Rodrigues Soares (1957–) |                        | 23 de outubro de 2015 | 24 de outubro de 2019                        | CAM CAOTDPLH (presidente)                               |         | Bloquista |
| Coimbra (1) |                        |                       |                                              |                                                         |         |           |
| José Manuel Marques da Silva Pureza (1958–) Vice-Presidente da Assembleia da República |                        | 23 de outubro de 2015 | 24 de outubro de 2019                        | CACDLG (coordenador BE)                                 |         | Bloquista |
| Faro (1) |                        |                       |                                              |                                                         |         |           |
| João Manuel Duarte Vasconcelos (1956–) |                        | 23 de outubro de 2015 | 24 de outubro de 2019                        | CDN (coordenador BE) CEC (suplente) CAOTDPLH (suplente) |         | Bloquista |
| Leiria (1) |                        |                       |                                              |                                                         |         |           |
| Heitor Nuno Patrício de Sousa e Castro (1953–) |                        | 23 de outubro de 2015 | 24 de outubro de 2019                        | CEIOP (coordenador BE)                                  |         | Bloquista |
| Lisboa (5) |                        |                       |                                              |                                                         |         |           |
| Mariana Rodrigues Mortágua (1986–) Líder interina do Grupo Parlamentar do BE de 24/11/2017 a 05/01/2018, durante a suspensão de mandato de Pedro Filipe Soares |                        | 23 de outubro de 2015 | 24 de outubro de 2019                        | COFMA (coordenadora BE)                                 |         | Bloquista |
| Pedro Filipe Gomes Soares (1979–) Líder do Grupo Parlamentar do BE |                        | 23 de outubro de 2015 | 24 de novembro de 2017                       | CNECP CDN                                               |         | Bloquista |
| Pedro Filipe Gomes Soares (1979–) Líder do Grupo Parlamentar do BE | 5 de janeiro de 2018   | 24 de outubro de 2019 | CNECP (coordenador BE) CDN CAE (suplente)    |                                                         |         | Bloquista |
| Jorge Duarte Gonçalves da Costa (1975–) |                        | 23 de outubro de 2015 | 24 de outubro de 2019                        | CEIOP (suplente) CAOTDPLH (suplente) CCCJD (suplente)   |         | Bloquista |
| Isabel Cristina Rua Pires (1990–) |                        | 23 de outubro de 2015 | 24 de outubro de 2019                        | CNECP (suplente) CAE (coordenadora BE) CTSS             |         | Bloquista |
| Jorge Manuel Torres Falcato Simões (1953–) |                        | 23 de outubro de 2015 | 30 de junho de 2016                          | CS CTSS (suplente) CAOTDPLH (suplente)                  |         | Bloquista |
| Jorge Manuel Torres Falcato Simões (1953–) | 1 de setembro de 2016  | 24 de outubro de 2019 | CS CTSS (suplente)                           |                                                         |         | Bloquista |
| Maria Luísa Rosendo Cabral (1946–) (Efetiva Temporária; de 30/06/2016 a 1/09/2016 em substituição de Jorge Falcato Simões, que suspendeu o mandato por motivos de saúde, e de 24/11/2017 a 05/01/2018 em substituição de Pedro Filipe Soares, que suspendeu o mandato por motivo de entrada em licença de paternidade) |                        | 30 de junho de 2016   | 1 de setembro de 2016                        | ——                                                      |         | Bloquista |
| Maria Luísa Rosendo Cabral (1946–) (Efetiva Temporária; de 30/06/2016 a 1/09/2016 em substituição de Jorge Falcato Simões, que suspendeu o mandato por motivos de saúde, e de 24/11/2017 a 05/01/2018 em substituição de Pedro Filipe Soares, que suspendeu o mandato por motivo de entrada em licença de paternidade) | 24 de novembro de 2017 | 5 de janeiro de 2018  |                                              | ——                                                      |         | Bloquista |
| Madeira (1) |                        |                       |                                              |                                                         |         |           |
| José Paulino Carvalho de Ascenção (1972–) |                        | 23 de outubro de 2015 | 16 de abril de 2018 (renunciou ao mandato)   | COFMA CEIOP                                             |         | Bloquista |
| José Ernesto Figueira Ferraz (1974–) (Efetivo Definitivo; substituiu Paulino Ascenção, que renunciou ao mandato) |                        | 16 de abril de 2018   | 24 de outubro de 2019                        | CEIOP                                                   |         | Bloquista |
| Porto (5) |                        |                       |                                              |                                                         |         |           |
| Catarina Soares Martins (1973–) |                        | 23 de outubro de 2015 | 24 de outubro de 2019                        | ——                                                      |         | Bloquista |
| José Borges de Araújo de Moura Soeiro (1984–) |                        | 23 de outubro de 2015 | 24 de outubro de 2019                        | CTSS (coordenador BE)                                   |         | Bloquista |
| Luís Valentim Pereira Monteiro (1993–) |                        | 23 de outubro de 2015 | 24 de outubro de 2019                        | CEC CCCJD (coordenador BE)                              |         | Bloquista |
| Domicília Maria Correia da Costa (1946–) |                        | 23 de outubro de 2015 | 13 de julho de 2017 (renunciou ao mandato)   | CNECP                                                   |         | Bloquista |
| Jorge Manuel Costa Campos (1947–) |                        | 23 de outubro de 2015 | 1 de dezembro de 2018 (renunciou ao mandato) | CCCJD                                                   |         | Bloquista |
| Maria Manuel de Almeida Rola (1984–) (Efetiva Definitiva; substituiu Domicília Costa, que renunciou ao mandato) |                        | 13 de julho de 2017   | 24 de outubro de 2019                        | CNECP CAOTDPLH (coordenadora BE)                        |         | Bloquista |
| Fernando Manuel Costa Barbosa (1972–) (Efetivo Definitivo; substituiu Jorge Campos, que renunciou ao mandato) |                        | 1 de dezembro de 2018 | 24 de outubro de 2019                        | COFMA (suplente) CEIOP (suplente) CTSS (suplente)       |         | Bloquista |
| Santarém (1) |                        |                       |                                              |                                                         |         |           |
| Carlos Manuel Godinho Matias (1951–) |                        | 23 de outubro de 2015 | 24 de outubro de 2019                        | CAM (coordenador BE) CS (suplente)                      |         | Bloquista |
| Setúbal (2) |                        |                       |                                              |                                                         |         |           |
| Joana Rodrigues Mortágua (1986–) |                        | 23 de outubro de 2015 | 24 de outubro de 2019                        | CEC (coordenadora BE)                                   |         | Bloquista |
| Sandra Mestre da Cunha (1972–) |                        | 23 de outubro de 2015 | 24 de outubro de 2019                        | CACDLG                                                  |         | Bloquista |

### CDS-PP - Grupo Parlamentar do CDS – Partido Popular (18 deputados)
| |                    |                        |                                               |                                                               |         |           |
| Grupo Parlamentar CDS–PP |                    |                        |                                               |                                                               |         |           |
| Deputado (Nascimento–Morte) | Retrato            | Início do mandato      | Fim do mandato                                | Comissões Parlamentares                                       | Partido | Partido   |
| Aveiro (2) |                    |                        |                                               |                                                               |         |           |
| João Rodrigo Pinho de Almeida (1976–) |                    | 27 de novembro de 2015 | 24 de outubro de 2019                         | CAE (suplente) COFMA CCCJD                                    |         | Centrista |
| António Carlos Bivar Branco de Penha Monteiro (1968–)                                                                                      |                    | 23 de outubro de 2015  | 24 de outubro de 2019                         | CACDLG (suplente) CDN CTSS                                    |         | Centrista |
| Lília Ana da Cruz Oliveira Martins Águas (1977–) (Efetiva Temporária; em substituição de João Almeida, membro do XIX e XX Governos)        |                    | 23 de outubro de 2015  | 27 de novembro de 2015                        | CDN COFMA CTSS                                                |         | Centrista |
| Braga (2) |                    |                        |                                               |                                                               |         |           |
| Telmo Augusto Gomes de Noronha Correia (1960–)                                                                                             |                    | 23 de outubro de 2015  | 24 de outubro de 2019                         | CACDLG (coordenador CDS) CNECP (suplente)                     |         | Centrista |
| Vânia Carvalho Dias da Silva de Antas de Barros (1977–)                                                                                    |                    | 30 de outubro de 2015  | 24 de outubro de 2019                         | CACDLG CTSS (suplente) CCCJD (suplente)                       |         | Centrista |
| Otília da Conceição Ferreira Gomes (1973–) (Efetiva Temporária; em substituição de Vânia Dias da Silva, membro do XIX Governo)             |                    | 23 de outubro de 2015  | 30 de outubro de 2015                         | ——                                                            |         | Centrista |
| Faro (1) |                    |                        |                                               |                                                               |         |           |
| Teresa Margarida Figueiredo de Vasconcelos Caeiro (1969–) Vice-Presidente da Assembleia da República                                       |                    | 23 de outubro de 2015  | 24 de outubro de 2019                         | CS CCCJD (coordenadora CDS)                                   |         | Centrista |
| Leiria (1) |                    |                        |                                               |                                                               |         |           |
| Maria de Assunção Oliveira Cristas Machado da Graça (1974–)                                                                                |                    | 27 de novembro de 2015 | 24 de outubro de 2019                         | CAM (suplente) CS (suplente)                                  |         | Centrista |
| Manuel Fialho Isaac (1960–) (Efetivo Temporário; em substituição de Assunção Cristas, membro do XIX e XX Governos)                         |                    | 23 de outubro de 2015  | 27 de novembro de 2015                        | CDN CAM CS                                                    |         | Centrista |
| Lisboa (5) |                    |                        |                                               |                                                               |         |           |
| Paulo Sacadura Cabral Portas (1962–) |                    | 27 de novembro de 2015 | 9 de junho de 2016 (renunciou ao mandato)     | ——                                                            |         | Centrista |
| Ana Rita Barreira Duarte Bessa (1973–) |                    | 23 de outubro de 2015  | 24 de outubro de 2019                         | COFMA (suplente) CEC (coordenadora CDS) CS (suplente)         |         | Centrista |
| João Guilherme Nobre Prata Fragoso Rebelo (1970–)                                                                                          |                    | 23 de outubro de 2015  | 24 de outubro de 2019                         | CDN (coordenador CDS) CAE (suplente)                          |         | Centrista |
| Isabel Maria Mousinho de Almeida Galriça Neto (1961–)                                                                                      |                    | 23 de outubro de 2015  | 24 de outubro de 2019                         | CEC (suplente) CS (coordenadora CDS)                          |         | Centrista |
| Filipe Tiago de Melo Sobral Lobo d'Ávila (1975–)                                                                                           |                    | 23 de outubro de 2015  | 24 de março de 2018 (renunciou ao mandato)    | CACDLG (suplente) CNECP                                       |         | Centrista |
| António Filipe da Providência Santarém Anacoreta Correia (1972–)                                                                           |                    | 23 de outubro de 2015  | 27 de novembro de 2015                        | CTSS CCCJD                                                    |         | Centrista |
| António Filipe da Providência Santarém Anacoreta Correia (1972–)                                                                           | 9 de junho de 2016 | 24 de outubro de 2019  | CDN (suplente) CAE CTSS (coordenador CDS)     |                                                               |         | Centrista |
| João Pedro Guimarães Gonçalves Pereira (1977–) (Efetivo Definitivo; substituiu Filipe Lobo d'Ávila, que renunciou ao mandato)              |                    | 24 de março de 2018    | 24 de outubro de 2019                         | CNECP CDN (suplente) CAOTDPLH (suplente)                      |         | Centrista |
| Porto (3) |                    |                        |                                               |                                                               |         |           |
| Luís Pedro Russo da Mota Soares (1974–) |                    | 27 de novembro de 2015 | 24 de outubro de 2019                         | CAE (coordenador CDS) CEIOP (coordenador CDS) CTSS (suplente) |         | Centrista |
| Cecília Felgueiras de Meireles Graça (1977–)                                                                                               |                    | 23 de outubro de 2015  | 24 de outubro de 2019                         | COFMA (coordenadora CDS) CEIOP (suplente)                     |         | Centrista |
| Álvaro António Magalhães Ferrão de Castelo Branco (1961–)                                                                                  |                    | 23 de outubro de 2015  | 24 de outubro de 2019                         | COFMA (suplente) CEIOP (suplente) CAOTDPLH (coordenador CDS)  |         | Centrista |
| Francisco André Dinis Reis Mendes da Silva (1980–) (Efetivo Temporário; em substituição de Pedro Mota Soares, membro do XIX e XX Governos) |                    | 23 de outubro de 2015  | 27 de novembro de 2015                        | CAE COFMA CEIOP                                               |         | Centrista |
| Santarém (1) |                    |                        |                                               |                                                               |         |           |
| Patrícia Carla Bonança de Mattamouros Resende Fonseca de Oliveira (1972–)                                                                  |                    | 23 de outubro de 2015  | 24 de outubro de 2019                         | CAM (coordenadora CDS) CEC (suplente) CAOTDPLH                |         | Centrista |
| Setúbal (1) |                    |                        |                                               |                                                               |         |           |
| Nuno Miguel Miranda de Magalhães (1972–) Líder do Grupo Parlamentar do CDS-PP                                                              |                    | 23 de outubro de 2015  | 24 de outubro de 2019                         | CACDLG (suplente) CNECP (coordenador CDS) CCCJD (suplente)    |         | Centrista |
| Viana do Castelo (1) |                    |                        |                                               |                                                               |         |           |
| Abel Lima Baptista (1963–) |                    | 23 de outubro de 2015  | 16 de setembro de 2016 (renunciou ao mandato) | CDN (suplente) CAM CEC CAOTDPLH (suplente)                    |         | Centrista |
| Ilda Maria Menezes de Araújo Novo (1957–) (Efetiva Definitiva; em substituição de Abel Baptista, que renunciou ao mandato)                 |                    | 16 de setembro de 2016 | 24 de outubro de 2019                         | CAM CEC CAOTDPLH (suplente)                                   |         | Centrista |
| Viseu (1) |                    |                        |                                               |                                                               |         |           |
| José Hélder do Amaral (1967–) |                    | 23 de outubro de 2015  | 24 de outubro de 2019                         | CNECP (suplente) CEIOP (presidente) CAM (suplente)            |         | Centrista |

### PCP - Grupo Parlamentar do Partido Comunista Português (15 deputados)
| |                      |                        |                                               |                                            |         |           |
| Grupo Parlamentar PCP |                      |                        |                                               |                                            |         |           |
| Deputado (Nascimento–Morte) | Retrato              | Início do mandato      | Fim do mandato                                | Comissões Parlamentares                    | Partido | Partido   |
| Beja (1) |                      |                        |                                               |                                            |         |           |
| João Augusto Espadeiro Ramos (1972–) |                      | 23 de outubro de 2015  | 1 de março de 2018 (renunciou ao mandato)     | CAM CS (suplente)                          |         | Comunista |
| João Manuel Ildefonso Dias (1973–) (Efetivo Definitivo; substituiu João Ramos, que renunciou ao mandato)                                                                  |                      | 1 de março de 2018     | 24 de outubro de 2019                         | CAM (coordenador PCP) CS (suplente)        |         | Comunista |
| Braga (1) |                      |                        |                                               |                                            |         |           |
| Carla Maria da Costa e Cruz (1971–) |                      | 23 de outubro de 2015  | 24 de outubro de 2019                         | CNECP (suplente) CS (coordenadora PCP)     |         | Comunista |
| Évora (1) |                      |                        |                                               |                                            |         |           |
| João Guilherme Ramos Rosa de Oliveira (1979–) Líder do Grupo Parlamentar do PCP                                                                                           |                      | 23 de outubro de 2015  | 1 de dezembro de 2018                         | CNECP (coordenador PCP)                    |         | Comunista |
| João Guilherme Ramos Rosa de Oliveira (1979–) Líder do Grupo Parlamentar do PCP                                                                                           | 1 de janeiro de 2019 | 24 de outubro de 2019  |                                               | CNECP (coordenador PCP)                    |         | Comunista |
| Valter Ricardo Borralho dos Loios (1980–) (Efetivo Temporário; em substituição de João Oliveira, que suspendeu o mandato por motivo de entrada em licença de paternidade) |                      | 1 de dezembro de 2018  | 1 de janeiro de 2019                          | CNECP (suplente)                           |         | Comunista |
| Faro (1) |                      |                        |                                               |                                            |         |           |
| Paulo Miguel de Barros Pacheco Seara de Sá (1965–) |                      | 23 de outubro de 2015  | 24 de outubro de 2019                         | CAE (suplente) COFMA (coordenador PCP)     |         | Comunista |
| Lisboa (4) |                      |                        |                                               |                                            |         |           |
| Jerónimo Carvalho de Sousa (1947–) |                      | 23 de outubro de 2015  | 24 de outubro de 2019                         | ——                                         |         | Comunista |
| Rita Rato Araújo Fonseca (1983–) |                      | 23 de outubro de 2015  | 24 de outubro de 2019                         | CTSS (coordenadora PCP)                    |         | Comunista |
| Miguel Tiago Crispim Rosado (1979–) |                      | 23 de outubro de 2015  | 15 de setembro de 2018 (renunciou ao mandato) | COFMA (suplente) CAE (suplente)            |         | Comunista |
| Ana Cristina Cardoso Dias Mesquita (1979–) |                      | 23 de outubro de 2015  | 24 de outubro de 2019                         | CEC (coordenadora PCP) CCCJD (suplente)    |         | Comunista |
| Duarte Le Falher de Campos Alves (1991–) (Efetivo Definitivo; substituiu Miguel Tiago, que renunciou ao mandato)                                                          |                      | 15 de setembro de 2018 | 24 de outubro de 2019                         | COFMA (suplente) CEIOP (suplente)          |         | Comunista |
| Porto (3) |                      |                        |                                               |                                            |         |           |
| Artur Jorge da Silva Machado (1976–) |                      | 7 de novembro de 2015  | 24 de outubro de 2019                         | CACDLG (suplente) CDN (coordenador PCP)    |         | Comunista |
| Diana Jorge Martins Ferreira (1981–) |                      | 23 de outubro de 2015  | 24 de outubro de 2019                         | CTSS (suplente) CCCJD (coordenadora PCP)   |         | Comunista |
| Ana Virgínia da Costa Pereira (1961–) |                      | 23 de outubro de 2015  | 16 de abril de 2018 (renunciou ao mandato)    | CEC (suplente) CAOTDPLH                    |         | Comunista |
| Maria de Lurdes Monteiro Ribeiro (1968–) (Efetiva Temporária; em substituição de Jorge Machado, durante a suspensão de mandato por licença de paternidade)                |                      | 23 de outubro de 2015  | 7 de novembro de 2015                         | ——                                         |         | Comunista |
| Ângela Manuela de Sousa Moreira (1958–) (Efetiva Definitiva; substituiu Ana Virgínia Pereira, que renunciou ao mandato)                                                   |                      | 16 de abril de 2018    | 24 de outubro de 2019                         | CEC (suplente) CAOTDPLH (coordenadora PCP) |         | Comunista |
| Santarém (1) |                      |                        |                                               |                                            |         |           |
| António Filipe Gaião Rodrigues (1963–) Líder interino do Grupo Parlamentar do PCP durante a suspensão de mandato de João Oliveira, entre 01/12/2018 e 01/01/2019          |                      | 23 de outubro de 2015  | 24 de outubro de 2019                         | CACDLG (coordenador PCP) CDN (suplente)    |         | Comunista |
| Setúbal (3) |                      |                        |                                               |                                            |         |           |
| Francisco José de Almeida Lopes (1955–) |                      | 23 de outubro de 2015  | 24 de outubro de 2019                         | ——                                         |         | Comunista |
| Paula Alexandra Sobral Guerreiro Santos Barbosa (1980–) |                      | 23 de outubro de 2015  | 24 de outubro de 2019                         | CAE (coordenadora PCP) CAOTDPLH (suplente) |         | Comunista |
| Bruno Ramos Dias (1976–) |                      | 23 de outubro de 2015  | 24 de outubro de 2019                         | CEIOP (coordenador PCP) CAM (suplente)     |         | Comunista |

### PEV - Grupo Parlamentar do Partido Ecologista "Os Verdes" (2 deputados)
|                                                                                   |         |                       |                       | |         |            |
| Grupo Parlamentar PEV                                                             |         |                       |                       | |         |            |
| Deputado (Nascimento–Morte)                                                       | Retrato | Início do mandato     | Fim do mandato        | Comissões Parlamentares                                                                             | Partido | Partido    |
| Lisboa (1)                                                                        |         |                       |                       | |         |            |
| José Luís Teixeira Ferreira (1962–)                                               |         | 23 de outubro de 2015 | 24 de outubro de 2019 | CACDLG (coordenador PEV) CEIOP (suplente) CAM (coordenador PEV) CS CAOTDPLH (suplente)              |         | Ecologista |
| Setúbal (1)                                                                       |         |                       |                       | |         |            |
| Heloísa Augusta Baião de Brito Apolónia (1969–) Líder do Grupo Parlamentar do PEV |         | 23 de outubro de 2015 | 24 de outubro de 2019 | CACDLG (suplente) CEIOP (coordenadora PEV) CAM (suplente) CS (suplente) CAOTDPLH (coordenadora PEV) |         | Ecologista |

### PAN - Pessoas-Animais-Natureza (deputado único)
|                                                      |         |                       |                       |                         |         |                          |
| PAN                                                  |         |                       |                       |                         |         |                          |
| Deputado (Nascimento–Morte)                          | Retrato | Início do mandato     | Fim do mandato        | Comissões Parlamentares | Partido | Partido                  |
| Lisboa (1)                                           |         |                       |                       |                         |         |                          |
| André Lourenço e Silva (1976–) Deputado Único do PAN |         | 23 de outubro de 2015 | 24 de outubro de 2019 | CEIOP CAM CAOTDPLH      |         | Pessoas–Animais–Natureza |

### Deputado não inscrito (1)
| |         |                       |                       |                         |         |              |
| Deputado não inscrito |         |                       |                       |                         |         |              |
| Deputado (Nascimento–Morte) | Retrato | Início do mandato     | Fim do mandato        | Comissões Parlamentares | Partido | Partido      |
| Setúbal (1) |         |                       |                       |                         |         |              |
| Paulo Trigo Cortez Pereira (1959–) (Inicialmente eleito nas listas do PS, passou a deputado não inscrito a 6 de dezembro de 2018, devido a divergências políticas com a direção da bancada do PS na sequência do processo de discussão e votação do Orçamento de Estado para 2019 na Assembleia da República) |         | 6 de dezembro de 2018 | 24 de outubro de 2019 | COFMA                   |         | Independente |